# Середземноморська ліга
Середземноморська ліга (ісп. Liga Mediterránea de fútbol, кат. Lliga Mediterrània de Futbol) — футбольна ліга на території Іспанії, що контролювалась республіканцями, під час громадянської війни в Іспанії. Перший турнір відбувся у січні-травня 1937 року і завершився перемогою «Барселони». 1938 року Каталонія була відділена від решти територій республіканців, через що другий сезон середземноморської ліги організувати було неможливо. Замість нього був проведений чемпіонат Каталонії, в якому чемпіоном також стала «Барселона».

## Історія

### Регіональні ліги
Громадянська війна в Іспанії, яка почалася в липні 1936 року, розділила Іспанію. Кілька клубів Ла Ліги, в тому числі «Севілья», «Реал Бетіс», «Реал Сосьєдад», «Атлетік Більбао», Сельта і «Депортиво» (Ла-Корунья), опинились в районах, що перебували під контролем Франсіско Франко. Республіканці ж контролювали три великі міста — Мадрид, Барселону і Валенсію з навколишніми територіями, зокрема великою частиною узбережжя Леванте. В результаті цього розділу Ла Ліга була припинена. Однак наприкінці 1936 року в республіканських областях були утворені регіональні ліги. Так у чемпіонаті Леванте взяли участь команди з Валенсії і Мурсії — «Валенсія», «Леванте», «Хімнастіко», «Еркулес», «Мурсія» і «Картахена». «Валенсія» з 13 очками стала переможцем турніру. А в чемпіонаті Каталонії взяли участь «Еспаньйол», «Барселона», «Жирона», «Гранольерс», «Сабадель» і «Бадалона». «Еспаньйол» з 14 очками став чемпіоном Каталонії.

### Утворення об'єднаної ліги

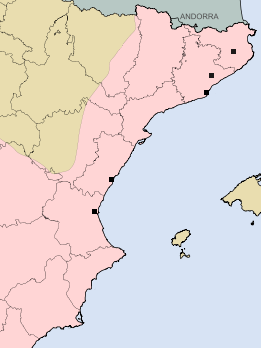
Учасники середземноморської ліги

Незабаром Республіканські цивільні влади організували об'єднану середземноморську лігу як альтернативу Ла Лізі. Планувалось, що в чемпіонаті візьмуть участь всі дванадцять команд з обох чемпіонаті. Однак «Еркулес», «Мурсія» і «Картахена» відмовилися від участі через бойові дії біля їх міст. Щоб вирівняти баланс між команд з Каталонії і Леванте, клуби «Сабадель» і «Бадалона» були також виключені з турніру, а як четвертий клуб з Леванте був запрошений аматорський клуб «Атлетік Кастельйон». Незважаючи на те, що Мадрид знаходився в республіканській зоні, ні «Мадрид», ні «Атлетик» не увійшов в новоутворену Лігу.
Ліга пройшла в січні-травні 1937 року. Після 14 ігор «Барселона», здобувши лише 7 перемог, стала чемпіоном, обійшовши на одне очка «Еспаньйол», який зайняв друге місце.

### Таблиця
| М  | Клуб                 | І  | В | Н | П | ГЗ | ГП | Р   | О  |
| -- | -------------------- | -- | - | - | - | -- | -- | --- | -- |
| 1. | «Барселона»          | 14 | 7 | 6 | 1 | 27 | 15 | +12 | 20 |
| 2. | «Еспаньйол»          | 14 | 8 | 3 | 3 | 30 | 20 | +10 | 19 |
| 3. | «Жирона»             | 14 | 6 | 5 | 3 | 27 | 18 | +9  | 17 |
| 4. | «Валенсія»           | 14 | 7 | 3 | 4 | 32 | 23 | +9  | 17 |
| 5. | «Леванте»            | 14 | 5 | 6 | 3 | 30 | 18 | +12 | 16 |
| 6. | «Хімнастіко»         | 14 | 3 | 4 | 7 | 18 | 31 | -13 | 10 |
| 7. | «Гранольерс»         | 14 | 2 | 4 | 8 | 17 | 36 | -19 | 8  |
| 8. | «Атлетік Кастельйон» | 14 | 0 | 5 | 9 | 7  | 27 | -20 | 5  |

### Результати
| Клуб                 | БАР | ЕСП | ЖИР | ВАЛ | ЛЕВ | ХІМ | ГРА | АТЛ |
| -------------------- | --- | --- | --- | --- | --- | --- | --- | --- |
| «Барселона»          |     | 2-0 | 0-0 | 3-2 | 2-1 | 5-1 | 2-0 | 3-0 |
| «Еспаньйол»          | 1-1 |     | 6-3 | 0-2 | 2-0 | 1-0 | 3-0 | 3-0 |
| «Жирона»             | 2-0 | 2-2 |     | 4-0 | 1-0 | 2-0 | 4-1 | 3-0 |
| «Валенсія»           | 3-3 | 4-3 | 2-1 |     | 0-1 | 4-0 | 6-0 | 2-1 |
| «Леванте»            | 3-3 | 2-2 | 3-1 | 3-3 |     | 2-2 | 7-0 | 0-0 |
| «Хімнастіко»         | 1-1 | 2-3 | 1-1 | 2-1 | 1-6 |     | 2-1 | 3-0 |
| «Гранольерс»         | 1-2 | 2-3 | 2-2 | 2-2 | 1-1 | 1-0 |     | 4-0 |
| «Атлетік Кастельйон» | 0-0 | 0-1 | 1-1 | 0-1 | 0-1 | 3-3 | 2-2 |     |

## Чемпіонат Каталонії
В другій половині 1937 року продовжувався наступ проти республіканців. У листопаді 1937 року їх столиця була перенесена з Валенсії до Барселони і після битви при Теруелі Республіканська територія була розділена на дві частини. У футбольному плані це означало, що другий сезон середземноморської ліги провести стало неможливо, так як клуби з Леванте не змогли б в'їхати до Каталонії. Замість неї на каталонських територіях розпочався чемпіонат Каталонії, де виступали лише каталонські команди. Турнір не був завершений у зв'язку з бойовими діями, але згодом титул був присуджений до «Барселоні», яка у 17 матчах до припинення турніру здобула 14 перемог.

### Таблиця
| Клуб          | І  | В  | Н | П  | ГЗ | ГП | О  |
| ------------- | -- | -- | - | -- | -- | -- | -- |
| «Барселона»   | 17 | 14 | 1 | 2  | 86 | 26 | 29 |
| «Сантс»       | 16 | 10 | 3 | 3  | 66 | 37 | 23 |
| «Сант-Андреу» | 16 | 8  | 2 | 6  | 39 | 33 | 18 |
| «Еспаньйол»   | 16 | 6  | 6 | 4  | 44 | 44 | 18 |
| «Європа»      | 16 | 7  | 3 | 6  | 47 | 39 | 17 |
| «Мартіненк»   | 16 | 7  | 2 | 7  | 39 | 34 | 16 |
| «Юпітер»      | 17 | 4  | 2 | 11 | 25 | 76 | 10 |
| «Бадалона»    | 16 | 4  | 2 | 10 | 47 | 50 | 10 |
| «Ілура»       | 16 | 2  | 3 | 11 | 31 | 55 | 7  |
| «Манреса»     | 2  | 0  | 0 | 2  | 4  | 14 | 0  |

## Визнання турніру
28 вересня 2007 року «Барселона» попросила RFEF прирівняти середземноморську лігу до турніру Ла Ліги. Це рішення було прийнято після того, як іспанський Конгрес запропонував RFEF офіційно визнати турнір «Кубок вільної Іспанії», який виграло «Леванте», як національний кубок 1937 року.
2009 року президент «Барселони» Жоан Лапорта публічно заявив, що клуб вивчав можливість звернення до Королівської федерації футболу Іспанії з приводу визнання турніру як сезону Чемпіонату Іспанії. Неофіційно федерація заявила, що не визнає цю перемогу як офіційний титул Ла Ліги, оскільки середземноморський кубок не був ними організований.